# Scugog River
Scugog River är ett vattendrag i Kanada.   Det ligger i provinsen Ontario, i den sydöstra delen av landet, 270 km väster om huvudstaden Ottawa.
Omgivningarna runt Scugog River är en mosaik av jordbruksmark och naturlig växtlighet. Runt Scugog River är det glesbefolkat, med 20 invånare per kvadratkilometer.